# PAE Panathinaikósz AÓ
A Panathinaikósz AÓ vagy PAÓ (görögül: ΠΑΕ Παναθηναϊκός Αθλητικός Όμιλος, magyar átírásban: PAE Panathinaikósz Athlitikósz Ómilosz, nemzetközi nevén: Panathinaikos FC) egy görög labdarúgócsapat, székhelye Athénban található.
A Jórgosz Kalafátisz által 1908-ban alapított csapat eddig 20 alkalommal nyerte meg a görög bajnokságot, 18 alkalommal hódította el a görög kupát, valamint 3 alkalommal diadalmaskodott a görög szuperkupában.
A PAE Panathinaikósz a Panathinaikósz AÓ sportegyesület labdarúgó-szakosztálya.

## Sikerei

### Nemzeti
- Görög bajnok:

20 alkalommal (1930, 1949, 1953, 1960, 1961, 1962, 1964, 1965, 1969, 1970, 1972, 1977, 1984, 1986, 1990, 1991, 1995, 1996, 2004, 2010)
- Görögkupa-győztes:

20 alkalommal (1940, 1948, 1955, 1967, 1969, 1977, 1982, 1984, 1986, 1988, 1989, 1991, 1993, 1994, 1995, 2004, 2010, 2014, 2022, 2024)
- Görög szuperkupa-győztes:[1]

4 alkalommal (1970, 1988, 1993, 1994)

### Nemzetközi
- Bajnokcsapatok Európa-kupája-döntős:

1 alkalommal (1970–1971)
- Balkán-kupa-győztes:

1 alkalommal (1978)

BEK-elődöntős:
1 alkalommal (1985)

UEFA Bajnokok ligája-elődöntős:
1 alkalommal (1996)

## Keret

### Jelenlegi keret
2024. szeptember 3-i állapotnak megfelelően.
| #  |     | Poszt | Név                                                     |
| -- | --- | ----- | ------------------------------------------------------- |
| 1  | RUS | K     | Jurij Lodigin                                           |
| 2  | GRE | V     | Jeórjiosz Vajannídisz                                   |
| 3  | GER | V     | Philipp Max                                             |
| 4  | ESP | KP    | Rubén Pérez                                             |
| 5  | NED | V     | Bart Schenkeveld                                        |
| 6  | GRE | KP    | Zeka ()                                                 |
| 7  | GRE | CS    | Fótisz Joannídisz                                       |
| 8  | MAR | KP    | Azzedín Únahi (kölcsönbe az Olympique de Marseille-tól) |
| 9  | SVN | CS    | Andraž Šporar                                           |
| 10 | BRA | KP    | Tetê                                                    |
| 11 | GRE | KP    | Tászosz Bakaszétasz                                     |
| 14 | USA | V     | Erik Palmer-Brown                                       |
| 15 | ISL | V     | Sverrir Ingi Ingason                                    |
| 16 | SVN | KP    | Adam Gnezda Čerin                                       |
| 17 | ARG | KP    | Daniel Mancini                                          |
| 18 | GRE | KP    | Dimitríosz Límniosz                                     |

| #  |     | Poszt | Név                       |
| -- | --- | ----- | ------------------------- |
| 20 | SRB | KP    | Nemanja Maksimović        |
| 21 | CRO | V     | Tin Jedvaj                |
| 23 | ISL | V     | Hörður Björgvin Magnússon |
| 25 | SRB | V     | Filip Mladenović          |
| 27 | GRE | V     | Jiánnisz Kocírasz         |
| 28 | URU | KP    | Facundo Pallestri         |
| 29 | SWE | CS    | Alexander Jeremejeff      |
| 31 | SRB | KP    | Filip Đuričić             |
| 32 | GRE | V     | George Baldock            |
| 44 | GRE | KP    | Jeórjiosz Níkasz          |
| 52 | NED | KP    | Tonny Vilhena             |
| 55 | BRA | KP    | Willian Arão              |
| 69 | POL | K     | Bartłomiej Drągowski      |
| 77 | SVN | KP    | Benjamin Verbič           |

### Kölcsönben lévő játékosok
| # |     | Poszt | Név                                                             |
| - | --- | ----- | --------------------------------------------------------------- |
|   | GRE | V     | Jeórgiosz Kátrisz (kölcsönben a PAE APÓ Levadiakósz csapatánál) |
|   | GRE | V     | Atanásziosz Prodromítisz (kölcsönben a Niki Volosz csapatánál)  |
|   | ALB | KP    | Enis Çokaj (kölcsönben a PAE APÓ Levadiakósz csapatánál)        |

| # |     | Poszt | Név                                                         |
| - | --- | ----- | ----------------------------------------------------------- |
|   | GRE | KP    | Jeórgiosz Kiriópulosz (kölcsönben az Kifísza csapatánál)    |
|   | GRE | V     | Krísztosz Kriparákosz (kölcsönben a Niki Volosz csapatánál) |

### A Panathinaikósz korábbi magyar labdarúgói, vezetőedzői
- Guttmann Béla (vezetőedző) (1967)
- Lázár Gyula (edző) (1967–1968)
- Puskás Ferenc (vezetőedző) (1970–1974)
- Esterházy Márton (1986–1988)
- Fitos József (1988–1990)
- Torghelle Sándor (2005–2006)
- Rudolf Gergely (2011–2012)
- Nagy Dominik (2020)
- Kleinheisler László (2023–)[3]